# Добромир (село)
Вижте пояснителната страница за други значения на Добромир.
Добромѝр е село в Югоизточна България, община Руен, област Бургас.

## География
Село Добромир е разположено в северното подножие на Камчийска планина, Източна Стара планина, в долината на река Луда Камчия, край източния бряг на язовир Цонево при вливането на реката в началото на язовира в най-югозападната му част. Климатът е умереноконтинентален, почвите в землището са канелени горски и излужени и сиви горски.
През Добромир минава третокласният републикански път III-208 – в границите на селото негова главна улица, който на север води през селата Аспарухово и Комунари към град Дългопол, а на юг – през селата Билка и Дъскотна към град Айтос, с отклонение по третокласния републикански път III-2085 към село Руен. На около половин километър северно след Добромир от третокласния път III-208 вдясно, на изток, се отклонява местен път към близката кариера „Добромир“ за добив на камък за строителството и варовик, а на около километър вдясно, покрай източния бряг на язовира – път към скалното образувание Чудни скали.
Надморската височина на страната откъм язовира е около 65 – 75 m, нараства на изток до около 120 m, а в центъра на селото е около 76 m.
Около 2 km на запад-северозапад от Добромир, отвъд язовира се намира село Струя, а между Струя и язовира минава железопътна линия Карнобат – Комунари, част от Главна железопътна линия № 3 Илиянци (София) – Варна (към 2020 г. – с железопътна спирка Струя).
Населението на село Добромир, наброявало 785 души към 1934 г., достига максимума си от 1148 души към 1965 г., а към 2018 г. наброява 1027 души.
При преброяването на населението към 1 февруари 2011 г., от обща численост 1089 лица, за 3 лица е посочена принадлежност към „българска“ етническа група, за 977 – към „турска“ и за останалите не е даден отговор.

## История

### Име на селото
След завършилата през 1878 г. Руско-турска война, селото остава на територията на Източна Румелия. То се намира в България от 1885 г. – с името Касъклар кайряк (Кайряк махле), след извършеното Съединение на Източна Румелия с Княжество България. Преименувано е на Добромир през 1934 г. Като по-старо име на селото неофициално се споменава и Късъклар кьой.

### Просветна дейност
От 1910 г. в паянтова сграда в двора на джамията в селото се е изучавало ислямско вероучение. През 1933 г. се въвежда латиница в обучението на учениците. Учители са лица, завършили духовни училища. До 1947 г. училището е частно. От 1948 г. училището е обявено за държавно с назначени и платени учители, които са нередовни и без педагогическа правоспособност. През учебната 1955/1956 г. се открива прогимназия със слети класове до VІ клас. През 1960 г. е построен първият етаж на училищната сграда с три учебни стаи. Учи се на две смени. Същата година се въвежда и обучението на български език. През 1982 г. се построява и вторият етаж на основното училище „Алеко Константинов“ и се преминава на една смяна на обучение.
През 1950 г. е учредено народното читалище „Светлина“.

### Поминък
За периода 1928 – 1946 г. в Държавния архив Бургас се съхраняват документите на/за Трудово-горска производителна кооперация „Труд“ – с. Добромир, Бургаско (за периода 1928 – 1934 г. на името Късъклар Кайряк).
Неофициална косвена информация споменава за Добромир минало наличие на Трудово кооперативно земеделско стопанство.
Към 2012 г. поминъкът на населението на селото е свързан със зърнопроизводство, картофопроизводство, тютюнопроизводство, зеленчукопроизводство (зеле), многоотраслово животновъдство.

## Население

### Етнически състав
Преброяване на населението през 2011 г.
Численост и дял на етническите групи според преброяването на населението през 2011 г.:
|                     | Численост |
| Общо                | 1089      |
| Българи             | 3         |
| Турци               | 977       |
| Цигани              | -         |
| Други               | -         |
| Не се самоопределят | -         |
| Неотговорили        | 107       |

## Религии
Религията, изповядвана в село Добромир, е ислям

## Обществени институции
Село Добромир към 2020 г. е център на кметство Добромир.
В село Добромир към 2020 г. има:
- действащо основно училище „Алеко Константинов“;[14]
- постоянно действаща църква на 250 години
- действащо читалище „Светлина – 1950 г.“;[15][16]
- пощенска станция.[17]

## Културни и природни забележителности
- Скални образувания „Свинската глава“, „Костенурката“ и „Професорът“ – в местността „Капан кая“ (Затвореният камък).[2]
- Катерачен обект „Чудните скали“
- Терзийската пещера.[4]
- На около 800 метра преди селото по пътя Айтос – Варна има паметник, изработен от зелен камък, с надпис „ГЕРОЙСКИ ЗАГИНАХА ПРОТИВ ФАШИЗМА“ и списък на загиналите.[18]